# Петльов гребен
Петльов гребен (Celosia argentea), наричан често само Целозия по името на целия род, е едногодишно градинско растение с изправено и разклонено стъбло, чиято родина са тропическите райони на Африка. На височина достига от 20 до 50 – 60 cm.

## Като храна
Celosia argentea  е широко разпространено в северната част на Южна Америка, тропическа Африка, Карибите, Южна, Източна и Югоизточна Азия, където се отглежда като питателен зеленчук. Тя е традиционна храна в страните от Централна и Западна Африка, и е един от водещите зеленолистни зеленчуци в Нигерия. Там е известна и като "coko yokoto", което означава – прави съпрузите дебели и щастливи.
Листата, младите стъбла и съцветия се ядат. Листата имат мека консистенция, подправят се с люти чушки, чесън, лайм и червено палмово масло и се консумират като гарнитура.

## Отглеждане
Вирее на горещи и ярко осветени места при температура не по-ниска от 15 градуса. През лятото поливането трябва да е обилно, като за видовете в саксии трябва да се внимава да не се задържа излишна вода в съда. Почвата може да е най-обикновена градинска или за балконски цветя. Препоръчително е да се внимава за болести като мнимата брашнеста мана.

## Интересни факти
Производството на семена при това растение може да е много висока, 200 – 700 kg на хектар. Един грам от тях може да съдържа 43 005 семена.
В зависимост от почвата цъфтежът може да продължи от 8 до 10 седмици.
В Китай, а и на други места, целозията се използва като декоративно растение и за направата на икебана. Поради запазването на багрите си при правилно изсушаване тя все повече навлиза в декорирането сухо цвете.
В народната медицина целозията се използва за лечение на глисти и тения, заболявания на кръвта, язви в устната кухина, проблеми с очите, а семената ѝ лекуват гръдни болки. Листата ѝ се използват като превръзки за циреи и рани, а сварени действат леко диуретично.